# I cavalieri fantasma
I cavalieri fantasma (The Phantom Riders) è un film del 1918 diretto da John Ford.

## Trama
Dave Bland (Steele), capo di una banda di ladri di bestiame operanti nella Paradise Valley, è sfidato da Cheyenne Harry (Carey), che ha guidato la sua mandria nella valle per pascolare. Bland riunisce i suoi fantasma cavalieri, ruba il bestiame di Harry e poi cerca il loro proprietario per togliergli la vita. The Unknown (Pegg), un membro influente della banda che ha seri contrasti contro Harry, rivendica il diritto di stabilirsi in loco e questo viene accettato. Nel frattempo, Molly Grant (Malone) convince suo padre Pebble Grant (Connors) ad avvertire Harry del pericolo. I ladri lo scoprono ed impiccano Grant; Molly è costretta a sposare Bland. Sentendo che Harry è in un saloon vicino, la banda si precipita sul posto. Segue uno scontro a fuoco in cui Harry e il suo partner causano molte vittime. I ranger che sono stati avvisati da Molly arrivano e arrestano la banda. Il film si conclude con i lontani rintocchi delle campane nuziali per Cheyenne Harry e Molly.

## Produzione
Le riprese si sono svolte dal 7 al 27 settembre 1917. Pubblicato nel gennaio 1918 come lungometraggio speciale della Universal, The Phantom Riders era un film muto di 50 minuti su cinque rulli, parte della serie di featurette "Cheyenne Harry". La storia originale è stata scritta da Henry McRae e adattata per il cinema dallo sceneggiatore George Hively.